# Henri Lewi
Pour les articles homonymes, voir Lewi.
Henri Lewi, né le 22 mai 1942 à Roanne (Loire), est un essayiste et traducteur français.

## Biographie
Son enfance a entendu, non seulement le français de l’école publique, mais le polonais et le yiddish. Il l’évoque dans une suite de poèmes en yiddish intitulée Kindvays (Enfantines) parus dans le premier numéro de la revue Gilgulim (fondée par le poète et romancier Gilles Rozier en 2008). Kindvays a été mis en musique par Maurice Lewi, frère de l’auteur.

## Essais
- Bruno Schulz ou les stratégies messianiques, La Table ronde, Paris, 1989. Traduit en polonais: Henri Lewi, Bruno Schulz, czyli strategie mesjańskie, éd. Fundacja Terytoria Książki, trad. Tomasz Stróżyński, 2019.
- Isaac Bashevis Singer, La génération du Déluge, Le Cerf, Paris, 2001
- Le Lecteur somnambule, Le Rocher, Monaco, 2007
- La Visite au musée, Actes Sud, 2015
- L’Invention du théâtre, et autres fictions, éditions de la revue Conférence, Paris, 2019.
- Isaac B. Singer, le faux messie & son scribe,
- Parler peinture, faire parler la peinture[2]
- "Comme le galop du cheval de Virgile"[3]
- La Sortie d’Égypte[4]

## Traductions
- D’un monde qui n’est plus, d’Israël Josué Singer, traduit du yiddish, Denoël, Paris, 2006
- Le Préteur de Cuvio, de Piero Chiara, traduit de l’italien, Le Rocher, Monaco, 2007
- Face contre terre, de Piero Chiara, traduit de l'italien, Pierre-Guillaume de Roux, Paris, 2013
- Les récits hassidiques du Rav Sh. Y. Zevin, traduit de l'hébreu, academia-édu

## Autres publications
- Deux essais de Moshe Szulstein, présentation et traduction. In Pardès, Le Cerf, Paris, 1992
- Isaac Harari. A Venise,ou peut-être à Ur en Chaldée. Les nouveaux Cahiers, no 125, été 1996.
- Dans le traîneau du Besht (Yankev Fridman, introduction à sa poésie, traduction de poèmes.) dans : Les Cahiers du judaïsme no 8, automne 2000
- Quelques pages du livre sur Bruno Schulz ont été republiées dans Bruno Schulz, La république des rêves, catalogue d’exposition au MAHJ, Denoël, 2004
- Au shtetl d’Alexander (I.J. Trunk), traduction du yiddish, Cahiers Bernard Lazare, no 316/317, juillet/août 2010.
- Incertitudes américaines. dans : Plurielles, no 16/ 2011.
- Une écriture de la perplexité ; Pourquoi IBS ne voulait pas être traduit du yiddish, dans : Cahier de L’Herne Singer, no 101, dirigé par Florence Noiville, 2012
- Petits poèmes (Yankev Fridman), texte yiddish et traduction, Les Citadelles, revue de poésie, Paris, 2013
- Deux poèmes de Moyshé Szulstein, texte yiddish et traduction, Les Citadelles, Paris, 2014
- Deux récits (Sh.-Y. Agnon), traduit de l'hébreu, dans : Conférence, revue semestrielle, n° 41, automne 2015.
- Être juif en Pologne indépendante: chapitre de Bruno Schulz ou les stratégies messianiques, traduit en polonais par Tomasz Strόżyński, dans : Schulz/Forum 4, Gdańsk, 2014
- Trois récits de Sh. Y. Agnon, traduits de l'hébreu; précédés de " Suivre son cœur", introduction au "Sefer-hamaasim", in: Conférence n° 43, hiver 2016. Introduction_au_Sefer_hamaasim_de_Sh_Y_Agnon
- D'autres textes d'Henri Lewi peuvent être lus sur les deux blogs atraverslemiroir.jimdo.com , lavisiteaumusee.fr.

## Sources
- L'origine du mal, Charlotte Audran, 16.10.07, non-fiction, Internet, sur Le lecteur somnambule.
- Singer, le passeur. Florence Noiville, dans : Le Monde des livres du 10 août 2001 (Compte rendu de La génération du déluge)
- Le monde englouti d'Israël Joshua Singer et d'Isroel Rabon. Samuel Blumenfeld, dans : Le Monde des Livres du 7 juillet 2006.
- Sophie Mokhtari, sur La visite au musée, in Critique d'art, 6 déc. 2018.
- Frédéric Verger, sur le Cahier de l'Herne Singer, Revue des Deux Mondes, avril 2013.
- Julien Tribut, sur La visite au musée, Journal des Arts, n°439, 3 juillet 2015.
- Joëlle Elmyre-Doussot, id., L'objet d'art, 516, oct. 2015.